# Рас-Лаффан – Тавіла – Фуджайра
Рас-Лаффан – Тавіла – Фуджайра — трубопровід, призначений для поставок катарського природного газу до Об'єднаних Арабських Еміратів (ОАЕ) та Оману.
ОАЕ видобувають великі об'єми попутного газу при розробці своїх нафтових родовищ, проте велике енергоспоживання в цій заможній країні потребувало ще більших обсягів. Дефіцит покривається за рахунок імпорту, як через плавучі регазифікаційні термінали, так і трубопровідним шляхом з Катару. Останній здійснюється в рамках Проекту Долфін, реалізованого групою Dolphin Energy, що належить уряду Абу-Дабі. Для цього від розташованого в Рас-Лаффані нового газопереробного заводу проклали офшорний трубопровід до Тавіли в еміраті Абу-Дабі. Його довжина становить 364 км, діаметр 1200 мм, максимальна пропускна здатність до 33 млрд м3 на рік. Введений в дію у 2007 році, трубопровід перш за все розпочав постачання електроенергетичних підприємств Тавіли (тут працювали ТЕС Тавіла А1, ТЕС Тавіла А2, ТЕС Тавіла B, а з 2009-го почався запуск теплоелектростанції алюмінієвого заводу компанії EMAL). 
Також прокладена від Тавіли перемичка надала можливість подавати катарський газ до трубопроводу Макта – Джебель-Алі, яким здійснюються поставки до емірату Дубай. В останньому зростав попит на блакитне паливо у зв'язку із розвитком найпотужнішої в країні ТЕС Джебель-Алі та електростанції алюмінієвого заводу DUBAL. 
В 2008 – 2010 роках ввели в дію продовження газопроводу від Тавіли на схід до Фуджайри (узбережжя Оманської затоки). Загальна довжина цієї наземної ділянки маршруту, на якій використали труби такого ж діаметру, як і на офшорній частині, складає 244 км, а пропускна здатність при цьому становить 16,5 млрд м3. В кінцевій точці траси вже кілька років діяла ТЕС Фуджайра F1, а невдовзі стала до ладу і ТЕС Фуджайра F2. Іншим великим споживачем блакитного палива могла бути цементна промисловість Фуджайри.
Крім того, на узбережжі Оманської затоки в ексклавах емірату Шарджа діяли розраховані на споживання природного газу ТЕС Калба та ТЕС Хорфаккан, котрі раніше живились по трубопроводу від шарджійського родовища Саджаа. Тепер же, з надходженням до Фуджайри катарського газу, виникла можливість не лише покрити місцеві потреби, але й використати зазначений трубопровід для поставок до цілого ряду північних еміратів – Рас-ель-Хайма, Умм-ель-Кайвайн, Аджман та сама Шарджа.
Нарешті, від Фуджайри почали поставки блакитного палива до Оману через іншу реверсовану систему Махда – Фуджайра. 
У першій половині 2020-х також очікується введення ТЕС Фуджайра F3. 